# Óscar Cárdenas Monroy
Oscar Gustavo Cárdenas Monroy (San Francisco Cheje, Jocotitlán, Estado de México, 4 de marzo de 1954) es un político y administrador mexicano, miembro del Partido Revolucionario Institucional. Gustavo Cárdenas Monroy es administrador de empresas, egresado de la Universidad Autónoma del Estado de México, de la que también fue profesor de Asignatura y empresario en la vida privada.
En el Servicio público se desempeñó como Presidente Municipal de su natal Jocotitlan, Estado de México, Secretario de Comunicaciones y Transportes; como primer Secretario de Desarrollo Metropolitano a nivel nacional,(donde dio gran impulso a la regulación del fenómeno metropolitano en los Valles de México y Toluca, a través de las Comisiones Ejecutivas de Coordinación Metropolitana y la relación a través de ellas con la Federación y Distrito Federal) y Secretario del Medio Ambiente del Gobierno del Estado de México, este último encargo entre 2009 y 2011, fue Diputado de la Legislatura del Estado de México y Federal de la LX Legislatura por el Distrito 03 con cabecera en Atlacomulco, Estado de México. En dicha legislatura fungió como Presidente de la Comisión de Comunicaciones y fue integrante de las comisiones de Desarrollo Metropolitano y del Distrito Federal.